# سياسة كوبا

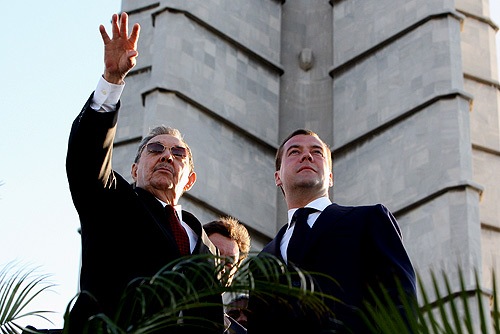

سياسة كوبا (بالإنجليزية: Politics of Cuba)، تتّمتع كوبا بنظام سياسي اشتراكي منذ عام 1959، وهو قائم على مبدأ «دولة واحدة - حزب واحد». تُعرَف كوبا من الناحية الدستورية بأنها دولة اشتراكية ماركسية- لينينية تسترشد بشكل جزئي بالأفكار السياسية لكارل ماركس، أحد آباء المادية التاريخية، إلى جانب فريدريك إنجلز وفلاديمير لينين. على الرغم من اعتبارها دولة شيوعية، إلا أن الإيديولوجية الخاصة بخوسيه مارتي تُعتبر المصدر الرئيسي التي تتأثر به السياسة الكوبية. يصف الدستور الحالي، الذي أُقرّ في استفتاء عام 2019، أيضًا دور الحزب الشيوعي في كوبا باعتباره «القوة الرئيسية للمجتمع والدولة» وعلى هذا النحو يملك هذا الحزب القدرة على وضع سياسة وطنية خاصة. بالإضافة إلى أن دستور عام 2019 لم يطرح أفكار مارتي فحسب، بل طرح أيضًا أفكار فيدل كاسترو التي تفوق أفكار الماركسية فيما يتعلق بالتأثير على الحزب الشيوعي والمجتمع الكوبي.
كان الزعيم الأخير هو راؤول كاسترو، الذي حمل لقب الأمين العام للحزب الشيوعي، وهو أعلى منصب في كوبا. اعتبارًا من عام 2019، أصبح ميغيل دياز كانيل رئيسًا لكوبا ومن المحتمل أن يخلِف راؤول كاسترو في منصب الأمين العام للحزب في عام 2021.
تمارس السلطة التنفيذية دورها تبعًا للحكومة التي يمثلها مجلس الدولة ومجلس الوزراء. كما تمارس السلطة التشريعية دورها من خلال المجلس الوطني للسلطة الشعبية الذي يتألف من مجلس واحد والذي يُشكل السلطة العليا للدولة. اعتبارًا من 19 أبريل 2018، تولّى ميغيل دياز كانيل منصب رئيس مجلس الدولة ومجلس الوزراء (ويُشار إليه أحيانًا باسم رئيس الوزراء). إذ بقي الرئيس السابق، راؤول كاسترو -شقيق الزعيم السابق فيدل كاسترو- في منصب الأمين العام للحزب الشيوعي والقائد الأعلى للقوات المسلحة الثورية في كوبا. تولّى فيدل كاسترو الحكم من 1959 إلى 2006 قبل أن يُجبره المرض على تسليم السلطة إلى أخيه. يُعتبر إستيبان لازو هيرنانديز رئيسًا للجمعية الوطنية.

## السلطة التنفيذية
تمارس السلطة التنفيذية دورها تبعًا لسياسات الحكومة. حتى فبراير 2008، تولّى فيدل كاسترو الرئاسة في كوبا، إذ كان رئيس الدولة والحكومة ورئيس الوزراء والأمين العام والقائد الأعلى للقوات المسلحة الكوبية. تُعتبر وزارة الداخلية الجهاز الرئيسي لأمن الدولة وقيادتها. بموجب المادة 94 من الدستور الكوبي، يتولّى النائب الأول لرئيس مجلس الدولة واجبات رئاسية في حال مرض الرئيس أو وفاته. في 31 يوليو 2006، أثناء عملية تسليم السلطة في كوبا عام 2006، قام فيدل كاسترو بتفويض مهامه كرئيس لمجلس الدولة والأمين العام للحزب الشيوعي الكوبي والقائد الأعلى للقوات المسلحة إلى النائب الأول له راؤول كاسترو. منذ عام 2019، وبحسب الدستور، فإن فترة الرئاسة تستمر لولايتين مدة كل منهما خمس سنوات.

## لجان الدفاع عن الثورة
تُعتبر لجان الدفاع عن الثورة شبكة من المنظمات المتجاورة في جميع أنحاء كوبا، ويعمل معظم الكوبيين بمثابة أعضاء فيها. أُنشئت هذه المنظمات لوضع الحملات الطبية أو التعليمية أو غيرها تحت التأثير الوطني، وللإبلاغ عن أي نشاط «مناهض للثورة». إذ يقع على عاتق مسؤولي لجان الدفاع معرفة الأنشطة التي يقوم بها كل شخص داخل كتلهم.

## زعماء الدولة

### الحزب الشيوعي في كوبا
- الأمين العام: راؤول موديستو كاسترو روز
- نائب الأمين العام: خوسيه رامون ماتشادو فينتورا
- أعضاء المكتب السياسي: راؤول موديستو كاسترو روز، وخوسيه رامون ماتشادو فينتورا، وراميرو فالديز مينيندياز، وأبيلاردو كولوم إبارا، واستيبان لازو هيرنانديز، وريكاردو ألاركون دي كويسادا، وميغيل دياز كانيل بيرموديز ماريو، وليوبولدو سينترا فرياس، ورامون اسبينوزا مارتن، وألفارو لوبيز ميرا، وسلفادور فالديز ميسا، ومرسيدس لوبيز أسيا، ومارينو موريلو جورج، وأديل إيزكيردو رودريغس.
- أعضاء السكرتارية: وخوسيه رامون ماتشادو فينتورا، واستيبان لازو هيرنانديز، أبيلاردو ألفاريز غيل، وخوسيه رامون بالاغوير كابريرا، وفيكتور غوته لوبيز، وأولغا ليديا تابيا إغلاسياس.

### مجلس الدولة
- الرئيس: ميغيل دياز كانيل بيرموديز
- نائب الرئيس الأول: سلفادور فالديز ميسا
- نوّاب الرئيس: أبيلاردو كولوم إبارا، وراميرو فالديز مينيندياز، وخوان استيبان لازو هيرنانديز، وغلاديس ماريا بييرانو بورتيلا، وخوسيه رامون ماتشادو فينتورا
- الأمين العام: هوميرو أكوستا ألفاريز

### مجلس الوزراء
- الرئيس: ميغيل دياز كانيل بيرموديز
- نائب الرئيس الأول: سلفادوور فالديز ميسا
- موّاب الرئيس: خوسيه رامون فيرنانديز ألفاريز، ومارينو ألبيرتو موريلو جورج، وأوليسيس روزاليس ديل تورو، وراميرو فالديز مينانديز، وريكاردو كابريساس رويز، وأنطونيو إنريكيه لوسون باتل
- وزير الداخلية: أبيلاردو كولوم إبارا
- قائد القوات المسلحة: المنصب شاغر

### الجمعية الوطنية للقوى الشعبية
- الرئيس: استيبان لازو هيرنانديز
- نائب الرئيس: جيمي ألبيرتو كرومبيت هيرنانديز باكويرو
- الأمين العام: ميريام بريتو ساروكا